# Vecsei Sámuel
Vecsei Sámuel (Debrecen, 1737 – Hajdúböszörmény, 1806. május 23.) református lelkész, a Tiszántúli református egyházkerület püspöke 1795-től haláláig.

## Életútja
Vecsey János (1699–1763) debreceni püspök gyermekeként született. Édesanyja Eszenyi Zsuzsánna. Testvére volt Vecsey István Debrecen-ispotályi pap. 1751. április 23-án írt alá (subscribált) az iskolai törvényeknek. A német nyelv tanulása végett Szepességre, Lőcsére látogatott, s ott tanult. Külföldön Svájcban és Hollandiában akadémiákat látogatott, majd hazajött és Hajdúböszörményben 1765. április 27-én lelkésznek választották. 
Megválasztása korántsem volt egyszerű, ugyanis a papi állás be volt töltve Halmi István személyében. Halmit 1764 márciusában Bárándról Böszörménybe rendelték, s ez a böszörményieknek nem nagyon volt kedvére, ugyanis az akkor még külföldön tanuló Vecseyt szerették volna megnyerni. Egy év múlva csak elérték, hogy Vecsey Sámuelt megválaszthatták. Mivel a lelkészi állás be volt töltve, inkább vállalták a kettős papság felállítását. Erről 1765. március 7-én döntöttek. Az egyházmegyéhez írt levélben arra hivatkoztak, hogy a kettős papság korábban is volt! „Böszörmény hajdú városában lévő reformata Szent Eklésiának régi szép statútuma és praxisa volt az, hogy az eklézsia népes voltához képest két prédikátort tartani, hogy így a szent szolgálat két részre háramolván könnyebbíttessék”.  
Ez a gyakorlat a nagy pestisjárvány (1739) idején szűnt meg, mert az egyház akkor megkisebbedett, mintegy 1500 fő „költözött el”, azaz meghalt. A helyzet azonban mostanra változott; „a mostan uralkodó „felséges királyasszonyunknak anyai szárnyai alatt… meg szaporodtunk”, oly annyira, hogy a hívek két pap terhét elviselik – mondották. Ezt az érvelést az egyházi felsőbbség elfogadta, s így kerülhetett Vecsey Sámuel városunkba. Halmi István azonban továbbra sem volt kedves a böszörményiek előtt. 1768. március 15-én kérték a tractust (egyházmegyét), hogy Halmi István helyett Makai Ferencet hozhassák Böszörménybe. Sokáig faggatták a küldötteket az ok felől, de egyenes választ nem kaptak. Végül maga Halmi István kérte, hogy Böszörményből helyezzék el. 
Vecsey Sámuel aztán innen nem is ment el más helyre. 1777-ben tanácsbíróvá választották, 1792-ben egyházmegyei jegyző lett, 1795. január 13-án pedig esperes. Végül 1795. szeptember 20-án püspökké választották. Sorrendben a harmincnegyedik püspöke lett az egyházkerületnek. 1801-ben idős korára hivatkozással lemondott a hajdúböszörményi lelkészi hivataláról, de a püspökségről nem, azt haláláig, 1806-ig betöltötte. Püspöksége alatt 1798-ban hagyatta félbe az egyházkerület a debreceni diákoknak a szüretre való járását. Ez a régi szokás a kollégium javára való pénzgyűjtéssel állt összefüggésben, s megszüntetése a kollégiumi fegyelem megőrzése érdekében történt. 
Püspöksége alatt reformálták meg a diákok öltözetét is. A kötelezően előírt költséges rókás hosszú mentét, a kapcsos hosszú dolmányt és a fekete tógát eltörölték és gombos fekete magyar papi dolmányt írtak elő mind télre, mind nyárra. Korábban – 1773-ban – a sárga zsinórral díszített zöld tógát, és a nyestes sinkót vagy kalpagot vették ki a kötelező ruhadarabok közül. Mindez a diákok költségeinek csökkentésére irányult.
Ugyancsak Vecsey püspöksége alatt gondoskodtak a magyarországi négy református szuperintendenciának (egyházkerületnek) szóló új énekeskönyvnek elkészítéséről. Ezért több, az egyházkerületben lakó énekszerzőt személyesen is megszólítottak, többek között a hajdúböszörményiek papját, Nagy Istvánt is felkérték a közreműködésre. Felkérték Keresztesi Józsefet, akkor szalacsi lelkipásztort, korábban hajdúböszörményi rektort is.
Vecsey Sámuel püspök személyesen szolgált a hajdúböszörményi gyülekezetben 1797-ig, ettől kezdve interimálisok (időköziek) helyettesítették lemondásáig, 1801-ig. Ezek voltak: Sas János, Szilágyi János, Váradi József,
Püspökségének idején súlyos betegséggel, a köszvénnyel küszködött. Egy-egy ízület ilyenkor minden sérülés, vagy elfogadható ok nélkül megdagad, igen fájdalmassá és forróvá válik, népi megfigyelés szerint a beteg „minden tagját összevonja”.  
Hajdúböszörményben halt meg 1806. május 23-án, a gyászbeszédet Diószegi Sámuel a debreceni eklézsia nagy tekintélyű prédikátora tartotta, aki korábban itt három évig rektor, tíz esztendőn keresztül pedig böszörményi lelkész és az egyházkerület generális nótáriusa volt. Temetési textusa János evangéliumából való volt, (12, 26): „Aki nekem szolgál, engem kövessen; és ahol én vagyok, ott lesz az én szolgám is: és aki nekem szolgál, megbecsüli azt az Atya.” Orációt (méltató beszéd) mondott felette Budai Ézsaiás, a sírnál pedig búcsúztatta Nagy István böszörményi lelkész.
Vecsey Sámuel felesége Szilágyi Mária, Piskárosi Szilágyi Sámuel püspök (1719, Debrecen – 1785) leánya. Kilenc gyermekük született; Sámuel (1767. február 20); Sámuel (1768. szeptember 10) Mária (1770. február 15); Klára (1771 október 8.); Dániel (1773. május 10.); Péter (1775. november 17.) Eszter (1779. március 22.) Julianna (1782. február 21.); József (1786 augusztus 18.). A Vecsey család helyi társadalomba való beépülését mutatja, hogy Julianna nevű lánya később – 1801 április 30-án – Kovács András hajdúböszörményi főhadnagy (polgármester) neje lett.